# Dick Halligan
Pour les articles homonymes, voir Halligan.
Richard Bernard Halligan, dit Dick Halligan, né à Troy (New York) le 29 août 1943 et mort à Rome le 18 janvier 2022 à Rome, est un musicien et compositeur américain, fondateur du groupe Blood, Sweat and Tears.

## Biographie
Halligan, tromboniste du Blood, Sweat and Tears, groupe dont il est un des fondateurs, passe aux claviers et commence à jouer de la flûte lorsque Al Kooper quitte le groupe après le premier album Child Is Father to the Man. Il reçoit un Grammy Award de la meilleure performance instrumentale pour Variations On A Theme By Erik Satie de l'album Blood, Sweat & Tears. Il est le compositeurs de nombreuses chansons du groupe dontRedemption et Lisa Listen To Me mais le quitte en 1971 après avoir enregistré son quatrième album, lorsque le groupe a commencé à se tourner vers une musique plus rock.
Dans les années 1970 et 1980, Halligan a composé et arrangé la musique de plusieurs films, dont Go Tell the Spartans (1978), Cheaper to Keep Her (1981), Fear City (1984) et les films de Chuck Norris A Force of One (1979) et The Octogone (1980).
Compositeur et interprète pour divers types de musique, y compris le jazz et la musique de chambre. En 2011 et 2012, il développe et interprète un one man show autobiographique intitulé Musical Being. Il obtient une maîtrise en théorie musicale et composition de la Manhattan School of Music et dirige ses propres œuvres originales au Carnegie Hall.
Il meurt à Rome le 18 janvier 2022, à l'âge de 78 ans. Sa fille, Shana Halligan (en), était la chanteuse du duo trip hop Bitter:Sweet.

## Discographie
- 1968 : Child Is Father to the Man
- 1968 : Blood, Sweat & Tears
- 1970 : Blood, Sweat & Tears 3
- 1671 : Blood, Sweat & Tears 4
- 2007 : Cat's Dream
- 2007 : Slow Food Forum